# Sławija Mozyrz
Futbolny Kłub Sławija Mozyrz (biał. Футбольны Клуб «Славія-Мазыр») – białoruski klub piłkarski z siedzibą w Mozyrzu, grający w białoruskiej Wyszejszaja liha.

## Historia
Chronologia nazw:
- 1987—1994: Paleśsie Mozyrz (biał. «Палесьсе» (Мазыр))
- 1995—1997: MPKC Mozyrz (biał. МПКЦ (Мазыр))
- 1998—2005: Sławija Mozyrz (biał. «Славія» (Мазыр))
- 2006: FK Mozyrz-ZŁiN (biał. ФК «Мазыр-ЗЛіН» (Мазыр))
- 2007: FK Mozyrz (biał. ФК «Мазыр»)
- 2008—...: Sławija Mozyrz (biał. «Славія» (Мазыр))

Klub założony został w 1987 roku pod nazwą Paleśsie Mozyrz. W 1995 zmienił nazwę na MPKC (Mozyrskij Promyszlenno-Kommerczeskij Centr) Mozyrz. Od 1998 nazywał się Sławija Mozyrz. W 2005 roku klub zajął 14 miejsce w pierwszej lidze (Wyszejszaja liha) i spadł do drugiej ligi. Na początku 2006 odbyła się fuzja z klubem ZLiN Homel i został utworzony klub FK Mozyrz-ZŁiN, który w 2007 zmienił nazwę na obecną.

## Osiągnięcia
- Mistrz Białorusi (2): 1996, 2000
- Wicemistrz Białorusi (2): 1995, 1999
- Puchar Białorusi (2): 1996, 2000
- Finalista Pucharu Białorusi (2): 1999, 2001

## Europejskie puchary
Legenda do wszystkich tabel:
- Q – runda eliminacyjna, 1/16, 1/8, 1/4, 1/2 – odpowiednia faza rozgrywek, Grupa – runda grupowa, 1r gr – pierwsza runda grupowa, 2r gr – druga runda grupowa, F – finał, R – runda, PO – play-off
- k. – rzuty karne, los. – losowanie, Dogr. – dogrywka, w. – zasada bramek strzelonych na wyjeździe

| Sezon   | Rozgrywki                 | Runda | Klub                    | Dom | Wyjazd | Ogólnie |
| ------- | ------------------------- | ----- | ----------------------- | --- | ------ | ------- |
| 1996/97 | Puchar Zdobywców Pucharów | Q     | Reykjavíkur             | 2–2 | 0–1    | 2–3     |
| 1997/98 | Liga Mistrzów             | 1Q    | Constructorul Kiszyniów | 3–2 | 1–1    | 4–3     |
| 1997/98 | Liga Mistrzów             | 2Q    | Olympiakos SFP          | 2–2 | 0–5    | 2–7     |
| 1997/98 | Puchar UEFA               | 1R    | Dinamo Tbilisi          | 1–1 | 0–1    | 1–2     |
| 2000/01 | Puchar UEFA               | 1Q    | Maccabi Hajfa           | 1–1 | 0–0    | 1–1, w. |
| 2001/02 | Liga Mistrzów             | 1Q    | VB Vágur                | 5–0 | 0–0    | 5–0     |
| 2001/02 | Liga Mistrzów             | 2Q    | Inter Bratysława        | 0–1 | 0–1    | 0–2     |